# Malà Viska
Malà Viska (en ucraïnès Мала Виска, en rus Малая Виска) és una ciutat de la província de Kirovohrad, Ucraïna. El 2021 tenia 10.133 habitants. Fins al 18 de juliol del 2020 Malà Viska era el centre administratiu del districte homònim, però d'ençà la reforma administrativa d'Ucraïna del 2020 el districte quedà abolit i el municipi passà a formar part del districte de Novoukraïnka.